# Blood in the Street/甲斐バンド 40th Anniversary tour in 日比谷野音
「Blood in the Street/甲斐バンド 40th Anniversary tour in 日比谷野音」は、2014年11月26日に発売されたデビュー40周年を迎えた甲斐バンドの40th Anniversary CD。シングルとライブアルバムの2枚組という変則的な形態となっている。発売元はキングレコード。

## Blood in the Street (Disc.1)
「Blood in the Street」は2014年11月26日に発売された甲斐バンドの曲。「Blood in the Street/甲斐バンド 40th Anniversary tour in 日比谷野音」という作品名で、ライブCD「甲斐バンド 40th Anniversary tour in 日比谷野音」との2枚組CDのDisc.1として発売。

### 概要
新曲としては『安奈-2012-』収録『フォーチューンクッキー』以来2年振り。
表題曲「Blood in the Street」とカップリングの「黄昏に消えた」は、デビュー40周年ツアー「甲斐バンド40th Anniversary tour 2014」と銘打ったライブツアーにおいて、チケットに付ける形でマキシシングル（後述：KAI BAND 40th ANNIVERSARY マキシシングル）として発表されたが、ファンから評判を呼び一般リリースされることになった。
全国一般流通にあたり「Blood in the Street」はニューミックス、「黄昏に消えた」はニューバージョンとして収録。カップリング2曲目は「青いリンゴ」はスカ・バージョンのアレンジで野口五郎のカバー曲が収録されている。
また、「Blood in the Street」はテレビ東京開局50周年特別企画ドラマ「新・刑事吉永誠⼀」(金曜よる7時58分)の主題歌に使用され、ドラマ主題歌としては「メガロポリス・ノクターン」以来28年ぶりのタイアップとなった(甲斐よしひろはこのドラマにゲスト出演)。

### 収録曲
1. Blood in the Street （New Mix）
作詞・作曲：甲斐よしひろ
2. 黄昏に消えた （Tokyo blue Mix）
作詞・作曲：甲斐よしひろ
3. 青いリンゴ
作詞：橋本淳、作曲：筒美京平
4. Blood in the Street （off vocal ver.）
5. 黄昏に消えた （off vocal ver.）

### KAI BAND 40th ANNIVERSARY マキシシングル
「KAI BAND 40th ANNIVERSARY マキシシングル」は2014年7月6日から11カ所12公演で開催された『甲斐バンド 40th Anniversary tour 2014』で来場者全員に配布された3曲入りのマキシシングル。

#### 概要
デビュー40周年ツアー「甲斐バンド40th Anniversary tour 2014」と銘打ったライブツアーにおいて、コンサートチケットに付ける形で3曲入りのマキシシングルが来場者全員にプレゼントされた。その3曲のうちの2曲「Blood in the Street」と「黄昏に消えた」が「Blood in the Street/甲斐バンド 40th Anniversary tour in 日比谷野音」という2枚組CDで一般発売。一般発売盤はミックスやアレンジを変えてそのDisc.1に収録されている。
「ランナウェイ・ブルース」のみ一般発売盤には未収録。

#### 収録曲
- 全作詞・作曲：甲斐よしひろ

1. Blood in the Street
2. ランナウェイ・ブルース
3. 黄昏に消えた

## 甲斐バンド 40th Anniversary tour in 日比谷野音 (Disc.2)
『甲斐バンド 40th Anniversary tour in 日比谷野音』（かいばんど・ふぉーてぃーす・あにばーさりー・つあー・いん・ひびややおん）は、2014年11月26日に発売された甲斐バンドのライブ盤。「Blood in the Street/甲斐バンド 40th Anniversary tour in 日比谷野音」という作品名で、シングル「Blood in the Street」との2枚組CDのDisc.2として発売。

### 概要
2014年8月30日に日比谷野外大音楽堂にて行われた「甲斐バンド 40th Anniversary tour 2014」のツアーファイナルからヒットナンバーを中心にライブ音源として収録。

### 収録曲
1. ブライトン・ロック
2. ランデブー
3. そばかすの天使
4. ビューティフル・エネルギー
5. メモリー・グラス
6. バス通り
7. 裏切りの街角
8. 安奈-2012-
9. 地下室のメロディー
10. 氷のくちびる
11. ポップコーンをほおばって
12. 翼あるもの
13. 漂泊者(アウトロー)
14. 風の中の火のように
15. HERO（ヒーローになる時、それは今）
16. 破れたハートを売り物に